# 小山由
小山由（1948年2月20日—） 是日本漫畫家。静岡縣小笠郡菊川町（現菊川市）出身。

## 作品
- 少年劍道王直角、全14冊、原名《少年劍道王直角》
- 元氣拳王、全28冊、原名《がんばれ元気（日语：がんばれ元気）》
- 全2冊、原名
- 奇蹟之子、全12冊、原名《奇蹟之子》
- 全14冊、原名
- 全23冊、原名《お〜い!竜馬（日语：お〜い!竜馬）》
- 全3冊、原名
- 全10冊、原名
- 48冊待續、原名《少女杀手阿墨》
- 原名《AZUMI〜あずみ〜（日语：AZUMI (漫画)）》
- 全5冊、原名
- 全2冊、原名
- 原名

## 外部連結
- （日語） http://www.yu-koyama.com （页面存档备份，存于）
- （日語）
- （日語）
- （日語）
- （日語）
- （日語）